# 韓国平和協会
韓国平和協会は大韓帝国末期の1910年に組職された団体である。一進会の日韓併合請願に賛成して結成された国民協成会の推進団体の性格だった。大韓平和会または大韓平和協会とも呼ばれた。

## 概要
韓国平和協会を発起した沈日澤は国民協成会会員だった. 観光のため日本へ行って日本平和協会の会長に会い大韓帝国にも平和協会を設立することを論議した。名目上の目的は日韓両国の親善で世界平和をはかる事だったが、実際には日本の併合賛成論者たちとあらかじめ手を握って併合後の権力分配を準備した団体だった。
1910年5月27日に沈日澤、李容元（이용원）、金鶴鎭（김학진）など4人が発起して統監府に承認を要請した。李容元と金鶴鎭は前職が高位官僚だった。沈日澤が日本及び統監府の合併論者たちの後援を受けていたことから、元老大臣の紹介を受けて一緒に団体を創設したのだった。
総裁には高宗の兄である李載冕を選出して、主旨書は会長に推選された南廷哲（남정철）が作成した。副総裁には金鶴鎭と金允植が内定したり推選されたし、活動経費は富豪である閔泳徽が担当する事にした。日本平和協会側の日本人も顧問に参加した。
韓日併合を目前にして日本側の併合賛成派と交感して結成された韓国平和協会は人的構成が華麗で組職体系も整っていた。しかし活動期間が短くて組職構成の外に特別な活動はできなかった。新任統監に赴任する予定である寺内正毅に併合賛成を請う手紙を送る計画を立てたり傘下機構と地方支部を設立するなど準備作業をする間に日韓併合が成立した。
1910年9月12日に韓日併合で用がなくなった一進会及び他の類似団体たちと一緒に解体された。

## 参考資料
- 친일인명사전편찬위원회 (2004年12月27日). 《일제협력단체사전 - 국내 중앙편》. 서울: 민족문제연구소. ISBN 8995330724